# Arctic Race of Norway 2014
L'Arctic Race of Norway 2014 est la seconde édition de cette course cycliste à étapes masculine. Elle a eu lieu du 14 au 17 août 2014. Elle fait partie du calendrier UCI Europe Tour 2014 en catégorie 2.1.
L'arrivée de la première étape se situe au cap Nord. L'arrivée de la troisième est prévue dans un col se situant entre Øksfjord et Kvænangen.

## Étapes
| Étape     | Date    | Villes étapes          | type                      | Distance (km) | Vainqueur d'étape    | Leader du classement général |
| --------- | ------- | ---------------------- | ------------------------- | ------------- | -------------------- | ---------------------------- |
| 1re étape | 14 août | Hammerfest – cap Nord  | étape de moyenne montagne | 204           | Lars Petter Nordhaug | Lars Petter Nordhaug         |
| 2e étape  | 15 août | Honningsvåg – Alta     | étape de plaine           | 207           | Alexander Kristoff   | Lars Petter Nordhaug         |
| 3e étape  | 16 août | Alta – Kvænangsfjellet | étape de moyenne montagne | 132           | Simon Špilak         | Steven Kruijswijk            |
| 4e étape  | 17 août | Tromsø – Tromsø        | étape de plaine           | 165           | Alexander Kristoff   | Steven Kruijswijk            |

## Déroulement de la course

### 1reétape
| Classement de l'étape | Classement de l'étape | Classement de l'étape | Classement de l'étape        | Classement de l'étape |
|                       | Coureur               | Pays                  | Équipe                       | Temps                 |
| --------------------- | --------------------- | --------------------- | ---------------------------- | --------------------- |
| 1er                   | Lars Petter Nordhaug  | Norvège               | Belkin                       | en 4 h 51 min 14 s    |
| 2e                    | Davide Villella       | Italie                | Cannondale                   | + 6 s                 |
| 3e                    | Steven Kruijswijk     | Pays-Bas              | Belkin                       | m.t.                  |
| 4e                    | Martin Elmiger        | Suisse                | IAM                          | 9 s                   |
| 5e                    | Jonathan Hivert       | France                | Belkin                       | m.t.                  |
| 6e                    | Paul Voss             | Allemagne             | NetApp-Endura                | m.t.                  |
| 7e                    | Vegard Stake Laengen  | Norvège               | Bretagne-Séché Environnement | m.t.                  |
| 8e                    | Kévin Ledanois        | France                | Bretagne-Séché Environnement | 13 s                  |
| 9e                    | Loïc Vliegen          | Belgique              | BMC Racing                   | m.t.                  |
| 10e                   | Alexander Kristoff    | Norvège               | Katusha                      | 15 s                  |
| modifier              |                       |                       |                              |                       |

| Classement général | Classement général   | Classement général | Classement général           | Classement général |
|                    | Coureur              | Pays               | Équipe                       | Temps              |
| ------------------ | -------------------- | ------------------ | ---------------------------- | ------------------ |
| 1er                | Lars Petter Nordhaug | Norvège            | Belkin                       | en 4 h 51 min 3 s  |
| 2e                 | Davide Villella      | Italie             | Cannondale                   | + 11 s             |
| 3e                 | Steven Kruijswijk    | Pays-Bas           | Belkin                       | 13 s               |
| 4e                 | Martin Elmiger       | Suisse             | IAM                          | 20 s               |
| 5e                 | Jonathan Hivert      | France             | Belkin                       | m.t.               |
| 6e                 | Paul Voss            | Allemagne          | NetApp-Endura                | m.t.               |
| 7e                 | Vegard Stake Laengen | Norvège            | Bretagne-Séché Environnement | m.t.               |
| 8e                 | Kévin Ledanois       | France             | Bretagne-Séché Environnement | 24 s               |
| 9e                 | Loïc Vliegen         | Belgique           | BMC Racing                   | m.t.               |
| 10e                | Alexander Kristoff   | Norvège            | Katusha                      | 26 s               |
| modifier           |                      |                    |                              |                    |

### 2eétape
| Classement de l'étape | Classement de l'étape | Classement de l'étape | Classement de l'étape       | Classement de l'étape |
|                       | Coureur               | Pays                  | Équipe                      | Temps                 |
| --------------------- | --------------------- | --------------------- | --------------------------- | --------------------- |
| 1er                   | Alexander Kristoff    | Norvège               | Katusha                     | en 5 h 30 min 8 s     |
| 2e                    | Thor Hushovd          | Norvège               | BMC Racing                  | m.t.                  |
| 3e                    | Edward Theuns         | Belgique              | Topsport Vlaanderen-Baloise | m.t.                  |
| 4e                    | Marcel Kittel         | Allemagne             | Giant-Shimano               | m.t.                  |
| 5e                    | Scott Thwaites        | Royaume-Uni           | NetApp-Endura               | m.t.                  |
| 6e                    | Sébastien Hinault     | France                | IAM                         | m.t.                  |
| 7e                    | Rudy Barbier          | France                | Roubaix Lille Métropole     | m.t.                  |
| 8e                    | Tom Van Asbroeck      | Belgique              | Topsport Vlaanderen-Baloise | m.t.                  |
| 9e                    | Håvard Blikra         | Norvège               | Øster Hus-Ridley            | m.t.                  |
| 10e                   | Maxime Vantomme       | Belgique              | Roubaix Lille Métropole     | m.t.                  |
| modifier              |                       |                       |                             |                       |

| Classement général | Classement général   | Classement général | Classement général           | Classement général  |
|                    | Coureur              | Pays               | Équipe                       | Temps               |
| ------------------ | -------------------- | ------------------ | ---------------------------- | ------------------- |
| 1er                | Lars Petter Nordhaug | Norvège            | Belkin                       | en 10 h 21 min 11 s |
| 2e                 | Davide Villella      | Italie             | Cannondale                   | + 11 s              |
| 3e                 | Steven Kruijswijk    | Pays-Bas           | Belkin                       | 13 s                |
| 4e                 | Alexander Kristoff   | Norvège            | Katusha                      | 16 s                |
| 5e                 | Jonathan Hivert      | France             | Belkin                       | 20 s                |
| 6e                 | Vegard Stake Laengen | Norvège            | Bretagne-Séché Environnement | 20 s                |
| 7e                 | Paul Voss            | Allemagne          | NetApp-Endura                | m.t.                |
| 8e                 | Martin Elmiger       | Suisse             | IAM                          | m.t.                |
| 9e                 | Kévin Ledanois       | France             | Bretagne-Séché Environnement | 24 s                |
| 10e                | Loïc Vliegen         | Belgique           | BMC Racing                   | m.t.                |
| modifier           |                      |                    |                              |                     |

### 3eétape
| Classement de l'étape | Classement de l'étape | Classement de l'étape | Classement de l'étape        | Classement de l'étape |
|                       | Coureur               | Pays                  | Équipe                       | Temps                 |
| --------------------- | --------------------- | --------------------- | ---------------------------- | --------------------- |
| 1er                   | Simon Špilak          | Slovénie              | Katusha                      | en 3 h 18 min 29 s    |
| 2e                    | Steven Kruijswijk     | Pays-Bas              | Belkin                       | m.t.                  |
| 3e                    | Jonathan Hivert       | France                | Belkin                       | 15 s                  |
| 4e                    | Alexander Kristoff    | Norvège               | Katusha                      | m.t.                  |
| 5e                    | Martin Elmiger        | Suisse                | IAM                          | m.t.                  |
| 6e                    | Michel Kreder         | Pays-Bas              | Wanty-Groupe Gobert          | m.t.                  |
| 7e                    | Daniel Schorn         | Autriche              | NetApp-Endura                | m.t.                  |
| 8e                    | Vegard Stake Laengen  | Norvège               | Bretagne-Séché Environnement | m.t.                  |
| 9e                    | Maxime Vantomme       | Belgique              | Roubaix Lille Métropole      | m.t.                  |
| 10e                   | Loïc Vliegen          | Belgique              | BMC Racing                   | m.t.                  |
| modifier              |                       |                       |                              |                       |

| Classement général | Classement général   | Classement général | Classement général           | Classement général  |
|                    | Coureur              | Pays               | Équipe                       | Temps               |
| ------------------ | -------------------- | ------------------ | ---------------------------- | ------------------- |
| 1er                | Steven Kruijswijk    | Pays-Bas           | Belkin                       | en 13 h 39 min 57 s |
| 2e                 | Lars Petter Nordhaug | Norvège            | Belkin                       | + 8 s               |
| 3e                 | Davide Villella      | Italie             | Cannondale                   | 17 s                |
| 4e                 | Alexander Kristoff   | Norvège            | Katusha                      | 21 s                |
| 5e                 | Jonathan Hivert      | France             | Belkin                       | 24 s                |
| 6e                 | Simon Špilak         | Slovénie           | Katusha                      | 25 s                |
| 7e                 | Vegard Stake Laengen | Norvège            | Bretagne-Séché Environnement | 28 s                |
| 8e                 | Martin Elmiger       | Suisse             | IAM                          | m.t.                |
| 9e                 | Paul Voss            | Allemagne          | NetApp-Endura                | m.t.                |
| 10e                | Loïc Vliegen         | Belgique           | BMC Racing                   | 32 s                |
| modifier           |                      |                    |                              |                     |

### 4eétape
| Classement de l'étape | Classement de l'étape | Classement de l'étape | Classement de l'étape        | Classement de l'étape |
|                       | Coureur               | Pays                  | Équipe                       | Temps                 |
| --------------------- | --------------------- | --------------------- | ---------------------------- | --------------------- |
| 1er                   | Alexander Kristoff    | Norvège               | Katusha                      | en 3 h 42 min 8 s     |
| 2e                    | Thor Hushovd          | Norvège               | BMC Racing                   | m.t.                  |
| 3e                    | Sam Bennett           | Irlande               | NetApp-Endura                | + 2 s                 |
| 4e                    | Oscar Gatto           | Italie                | Cannondale                   | 4 s                   |
| 5e                    | Michel Kreder         | Pays-Bas              | Wanty-Groupe Gobert          | m.t.                  |
| 6e                    | Kévin Ledanois        | France                | Bretagne-Séché Environnement | m.t.                  |
| 7e                    | Paul Voss             | Allemagne             | NetApp-Endura                | m.t.                  |
| 8e                    | Steven Kruijswijk     | Pays-Bas              | Belkin                       | 7 s                   |
| 9e                    | Davide Villella       | Italie                | Cannondale                   | 9 s                   |
| 10e                   | Romain Lemarchand     | France                | Cofidis                      | m.t.                  |
| modifier              |                       |                       |                              |                       |

## Classements finals

### Classement général
| Classement général | Classement général   | Classement général | Classement général           | Classement général  |
|                    | Coureur              | Pays               | Équipe                       | Temps               |
| ------------------ | -------------------- | ------------------ | ---------------------------- | ------------------- |
| 1er                | Steven Kruijswijk    | Pays-Bas           | Belkin                       | en 17 h 22 min 12 s |
| 2e                 | Alexander Kristoff   | Norvège            | Katusha                      | + 4 s               |
| 3e                 | Lars Petter Nordhaug | Norvège            | Belkin                       | 18 s                |
| 4e                 | Davide Villella      | Italie             | Cannondale                   | 19 s                |
| 5e                 | Paul Voss            | Allemagne          | NetApp-Endura                | 21 s                |
| 6e                 | Kévin Ledanois       | France             | Bretagne-Séché Environnement | 29 s                |
| 7e                 | Martin Elmiger       | Suisse             | IAM                          | 30 s                |
| 8e                 | Loïc Vliegen         | Belgique           | BMC Racing                   | 42 s                |
| 9e                 | Amaël Moinard        | France             | BMC Racing                   | 45 s                |
| 10e                | Romain Lemarchand    | France             | Cofidis                      | 52 s                |
| modifier           |                      |                    |                              |                     |

### Classements annexes
| Classement par points | Classement par points | Classement par points | Classement par points | Classement par points |
| --------------------- | --------------------- | --------------------- | --------------------- | --------------------- |
|                       | Coureur               | Pays                  | Équipe                | Point(s)              |
| 1er                   | Alexander Kristoff    | Norvège               | Katusha               | 41 points             |
| 2e                    | Steven Kruijswijk     | Pays-Bas              | Belkin                | 24 pts                |
| 3e                    | Thor Hushovd          | Norvège               | BMC Racing            | 24 pts                |
| modifier              |                       |                       |                       |                       |

| Classement du meilleur grimpeur | Classement du meilleur grimpeur | Classement du meilleur grimpeur | Classement du meilleur grimpeur | Classement du meilleur grimpeur |
| ------------------------------- | ------------------------------- | ------------------------------- | ------------------------------- | ------------------------------- |
|                                 | Coureur                         | Pays                            | Équipe                          | Point(s)                        |
| 1er                             | August Jensen                   | Norvège                         | Øster Hus-Ridley                | 12 points                       |
| 2e                              | Simon Špilak                    | Slovénie                        | Katusha                         | 6 pts                           |
| 3e                              | Lars Petter Nordhaug            | Norvège                         | Belkin                          | 4 pts                           |
| modifier                        |                                 |                                 |                                 |                                 |

| Classement du meilleur jeune | Classement du meilleur jeune | Classement du meilleur jeune | Classement du meilleur jeune | Classement du meilleur jeune |
|                              | Coureur                      | Pays                         | Équipe                       | Temps                        |
| ---------------------------- | ---------------------------- | ---------------------------- | ---------------------------- | ---------------------------- |
| 1er                          | Davide Villella              | Italie                       | Cannondale                   | en 17 h 22 min 31 s          |
| 2e                           | Kévin Ledanois               | France                       | Bretagne-Séché Environnement | 10 s                         |
| 3e                           | Loïc Vliegen                 | Belgique                     | BMC Racing                   | 23 s                         |
| modifier                     |                              |                              |                              |                              |

| Classement par équipes | Classement par équipes | Classement par équipes | Classement par équipes | Classement par équipes |
|                        | Équipes                | Pays                   |                        | Temps                  |
| ---------------------- | ---------------------- | ---------------------- | ---------------------- | ---------------------- |
| Vainqueur              | Belkin                 | Pays-Bas               | en                     | 52 h 8 min 42 s        |
| 2e                     | NetApp-Endura          | Allemagne              | +                      | 1 min 14 s             |
| 3e                     | IAM                    | Suisse                 |                        | 3 min 9 s              |
| modifier               |                        |                        |                        |                        |

## Évolution des classements
| Étape              | Vainqueur            | Classement général   | Classement par points | Classement de la montagne | Classement du meilleur jeune | Classement par équipes |
| ------------------ | -------------------- | -------------------- | --------------------- | ------------------------- | ---------------------------- | ---------------------- |
| 1                  | Lars Petter Nordhaug | Lars Petter Nordhaug | Lars Petter Nordhaug  | August Jensen             | Davide Villella              | Belkin                 |
| 2                  | Alexander Kristoff   | Lars Petter Nordhaug | Lars Petter Nordhaug  | August Jensen             | Davide Villella              | Belkin                 |
| 3                  | Simon Špilak         | Steven Kruijswijk    | Alexander Kristoff    | August Jensen             | Davide Villella              | Belkin                 |
| 4                  | Alexander Kristoff   | Steven Kruijswijk    | Alexander Kristoff    | August Jensen             | Davide Villella              | Belkin                 |
| Classements finals | Classements finals   | Steven Kruijswijk    | Alexander Kristoff    | August Jensen             | Davide Villella              | Belkin                 |